# Parrot e Olivier in America
Parrot e Olivier in America (Parrot and Olivier in America) è un romanzo di Peter Carey del 2010. Nello stesso anno, il libro venne selezionato tra i finalisti del Booker Prize.

## Trama
Il romanzo, ispirato vagamente agli eventi della vita di Alexis de Tocqueville, racconta la vita e le avventure di due personaggi molto diversi: Olivier, un ipersensibile e altezzoso aristocratico francese, e Parrot il suo saggio servitore, figlio senzatetto di un incisore inglese.

## Edizioni
- Peter Carey, Parrot e Olivier in America, Feltrinelli, 2011, ISBN 978-88-07-01871-8.